# Уэстфилд (Нью-Джерси)
Уэ́стфилд (англ. Westfield) — американский город в округе Юнион, Нью-Джерси. Ведет свою историю с поселений, основанных около 1720 года. По данным переписи 2010 года население составляло 30 316 человек. Код FIPS 3403979040, GNIS ID 0885436, ZIP-код 07090-07091.

## Население
По данным переписи 2010 года население составляло 30 316 человек, в городе проживало 8 199 семей, находилось 10 566 домашних хозяйств и 10 950 строений с плотностью застройки 629,3 строения на км². Плотность населения 1 742,2 человека на км². Расовый состав населения: белые - 88,17%, афроамериканцы - 3,25%, коренные американцы (индейцы) - 0,12%, азиаты - 5,67%, гавайцы - 0,03%, представители других рас - 0,79%, представители двух или более рас - 1,97%. Испаноязычные составляли 4,92% населения. 
В 2000 году средний доход на домашнее хозяйство составлял $127 799 USD, средний доход на семью $150 797 USD. Мужчины имели средний доход $111 762 USD, женщины $71 217 USD. Средний доход на душу населения составлял $63 498 USD. Около 0,9% семей и 2,3% населения находятся за чертой бедности, включая 2,4% молодежи (до 18 лет) и 2,0% престарелых (старше 65 лет).